# Lunar Atmosphere and Dust Environment Explorer
Lunar Atmosphere and Dust Environment Explorer (LADEE) bila je NASA-ina bespilotna lunarna misija koja je proučavala mjesečevu atmosferu i prašinu. LADEE je dio programa Lunar Quest za istraživanje Mjeseca. 

## Planiranje
Lansiranje LADEE isprva je planirano kao sekundarni teret, zajedno s dvije GRAIL sonde, na raketi Delta 7925H iz Cape Canaveral Air Force Stationa. Međutim, raspoloživi prostor u konačnici nije bio dovoljan. Lansiran je 7. rujna 2013. godine u 03:27 sati UTC na raketi Minotaur V iz regionalne svemirske luke Srednjeg Atlantika.   

## Specifikacije
LADEE su zajednički razvili Ames Research Center (ARC) i Goddard Space Flight Center (GSFC). ARC je bio odgovoran za letjelicu, GSFC za tri znanstvena instrumenta:
- maseni spektrometar
- ultraljubičasti spektrometar
- brojač udara prašine koji je razvijen na Sveučilištu u Coloradu

Letjelica je bila široka oko 1 m i visoka oko 2 m. Težila je oko 130 kg bez goriva i sastojala se od nekoliko modula za pogonske sustave i instrumente. Pogonski sustav letjelice razvio je Space Systems/Loral. Napajala se pomoću solarnih ćelija, koje su pokrivale bočne površine satelita.

## Vanjske poveznice
- NASA: NASA cilja na misiju istraživanja lunarne prašine  Arhivirana inačica izvorne stranice od 13. kolovoza 2022. (Wayback Machine), 9. travanj 2008. (engleski)
- NASA: LADEE
- Stranica Gunter's Space: LADEE
- Procjena proračuna NASA-e FY2011: Planetarna znanost (pdf; 649 kB)  Arhivirana inačica izvorne stranice od 25. listopada 2012. (Wayback Machine), stranice 20–22 (engleski)
- Lunar Atmosphere and Dust Environment Explorer